# Pétah Tiqvà
Pétah Tiqvà (en hebreu: פתח תקווה) és una ciutat del Districte Central d'Israel, al nord-est de Tel-Aviv.
Segons l'Oficina Central d'Estadístiques d'Israel (CBS), el 2016 tenia 236.169 habitants (2008: 193.900 habitants). També es coneix amb el nom de Em ha-Moixavot (mare dels moixavot), ja que és, amb Rixon le-Tsiyyon, la primera implantació sionista a Palestina. L'actriu i model Gal Gadot, va néixer a Pétah Tiqvà.